# Кот-д’Ивуар на летних Олимпийских играх 2012
Кот-д’Ивуар на летних Олимпийских играх 2012 будет представлен как минимум в четырёх видах спорта.

## Результаты соревнований

### Водные виды спорта

#### Плавание
Спортсменов — 2
В следующий раунд на каждой дистанции проходят лучшие спортсмены по времени, независимо от места занятого в своём заплыве.
Мужчины
| Соревнование       | Спортсмен  | Предварительные заплывы | Предварительные заплывы | Полуфиналы           | Полуфиналы           | Финал                | Финал                |
| Соревнование       | Спортсмен  | Результат               | Место                   | Результат            | Место                | Результат            | Место                |
| ------------------ | ---------- | ----------------------- | ----------------------- | -------------------- | -------------------- | -------------------- | -------------------- |
| 50 м вольный стиль | Куасси Бру | 25,82                   | 44                      | Завершил выступление | Завершил выступление | Завершил выступление | Завершил выступление |

Женщины
| Соревнование       | Спортсмен | Предварительные заплывы | Предварительные заплывы | Полуфиналы | Полуфиналы | Финал     | Финал |
| Соревнование       | Спортсмен | Результат               | Место                   | Результат  | Место      | Результат | Место |
| ------------------ | --------- | ----------------------- | ----------------------- | ---------- | ---------- | --------- | ----- |
| 50 м вольный стиль |           |                         |                         |            |            |           |       |

### Дзюдо
Спортсменов — 1
Мужчины
| Категория | Спортсмен  | Турнир       | 1/16 финала        | 1/8 финала         | Четвертьфинал      | Полуфинал          | Финал              | Место |
| Категория | Спортсмен  | Турнир       | Соперник Результат | Соперник Результат | Соперник Результат | Соперник Результат | Соперник Результат | Место |
| --------- | ---------- | ------------ | ------------------ | ------------------ | ------------------ | ------------------ | ------------------ | ----- |
| до 90 кг  | Ромео Коне | За 1-е место |                    |                    |                    |                    |                    |       |
| до 90 кг  | Ромео Коне | За 3-е место |                    |                    |                    |                    |                    |       |

### Лёгкая атлетика
Мужчины
| Дисциплина | Спортсмен | Предварительный раунд | Предварительный раунд | Четвертьфиналы | Четвертьфиналы | Полуфиналы | Полуфиналы | Финал     | Финал |
| Дисциплина | Спортсмен | Результат             | Место                 | Результат      | Место          | Результат  | Место      | Результат | Место |
| ---------- | --------- | --------------------- | --------------------- | -------------- | -------------- | ---------- | ---------- | --------- | ----- |
| 100 м      |           |                       |                       |                |                |            |            |           |       |
| 200 м      |           |                       |                       |                |                |            |            |           |       |

### Стрельба из лука
Спортсменов — 1
Мужчины
| Соревнование              | Спортсмен          | Квалификация | Квалификация | 1/32 финала        | 1/16 финала        | 1/8 финала         | Четвертьфинал      | Полуфинал          | Финал              |
| Соревнование              | Спортсмен          | Результат    | Место        | Соперник Результат | Соперник Результат | Соперник Результат | Соперник Результат | Соперник Результат | Соперник Результат |
| ------------------------- | ------------------ | ------------ | ------------ | ------------------ | ------------------ | ------------------ | ------------------ | ------------------ | ------------------ |
| Индивидуальное первенство | Рене Филипп Куасси |              |              |                    |                    |                    |                    |                    |                    |

### Тхэквондо
Спортсменов — 1
Женщины
| Соревнование | Спортсменка | Турнир       | 1/8 финала         | Четвертьфинал      | Полуфинал          | Финал              |
| Соревнование | Спортсменка | Турнир       | Соперник Результат | Соперник Результат | Соперник Результат | Соперник Результат |
| ------------ | ----------- | ------------ | ------------------ | ------------------ | ------------------ | ------------------ |
| до 67 кг     | Рут Гбагби  | За 1-е место |                    |                    |                    |                    |
| до 67 кг     | Рут Гбагби  | За 3-е место |                    |                    |                    |                    |